# Heliox
L'Heliox è un gas respirabile composto da una miscela di elio (He) e ossigeno.
È usato nei trattamenti medici per pazienti con difficoltà respiratorie. La miscela genera meno resistenza dell'aria atmosferica quando passa attraverso le vie aeree dei polmoni e, quindi, richiede meno sforzo per il paziente.

## Usi nella subacquea
A causa del costo dell'elio, l'Heliox è spesso preferito nelle immersioni commerciali tecniche; a volte se ne avvalgono coloro che utilizzano il rebreather.
Il Trimix è usato con maggiore frequenza grazie al suo costo inferiore. Il trimix è spesso utilizzato nelle immersioni tecniche.